# Grégoire XIV
Grégoire XIV (en latin Gregorius XIV, en italien Gregorio XIV), de son nom de baptême Niccolò Sfondrati, est né à Somma Lombardo le 11 février 1535 et mort à Rome le 16 octobre 1591. Il devient le 229e pape de l’Église catholique le 5 décembre 1590.

## Biographie
Fils du cardinal Francesco Sfondrati, Niccolò Sfondrati est élu lors du conclave d'octobre 1590. Il choisit le nom de Grégoire XIV et inaugure son règne par un don de 1 000 écus à chacun des 52 cardinaux qui l’ont élu.
Les sollicitations de l’Espagne et du duc de Mayenne l’entraînent à renouveler l’excommunication d'Henri IV, qu'il étend à tous ceux qui le soutiendront (elle a pour effet de rallier au roi bon nombre de catholiques gallicans), et à envoyer des secours aux ligueurs (une troupe dirigée par son neveu). Il publie une bulle demandant aux ecclésiastiques français de « quitter le roi » et une bulle exhortant les seigneurs et les catholiques français à « se ranger parmi les défenseurs de la vraie foi ». Henri IV publie un édit déclarant « nuls et non avenus » la bulle et les monitoires du pape contre les catholiques de son parti ; il s'engage à « maintenir la religion catholique apostolique et romaine », et se déclare disposé à convoquer un « saint et libre concile ». Les deux cardinaux et les huit évêques de France qui soutiennent Henri IV se réunissent à Chartres les 20 et 21 septembre 1591 et déclarent « nulles et dépourvues de toute justice » les bulles du pape. Le Parlement du roi, séant à Tours, fait brûler les bulles par le bourreau, et déclare Grégoire « perturbateur du repos public et complice de l'assassinat d'Henri III puisqu'il l'a approuvé ».